# Стандард (Льєж)
Королівський «Стандард» Льєжа (фр. Royal Standard de Liège), або просто Стандард Льєж (фр. Standard de Liège) — професійний бельгійський футбольний клуб з міста Льєж.

## Історія
Заснований у 1898 році. Засновники клубу, група студентів, взяла своїй команді таку назву, як у популярної у той час французької команди «Стандард де Париж».
Розквіту клуб досягнув у середині 20 сторіччя (1950-ті—1980-ті). Саме у цей час «Стандард» склав серйозну конкуренцію «Брюгге» та «Андерлехту» у боротьбі за чемпіонство. У цей час команда здобула більшість своїх нагород (4 Кубки Бельгії (з п'яти) та 8 перемог у чемпіонаті (з дев'яти)). 1982 рік ознаменувався найвищим досягненням «Стандарда» у Європі: фіналіст Кубка володарів Кубків. Команда вибила з турніру «Порту» та тбіліське «Динамо», але у фіналі програла іспанській «Барселоні» 2:1.
У 1984 році у бельгійському чемпіонаті виявляється факт договірних матчів, у яких брало участь керівництво «Стандарда». Команда отримала жорсткі санкції, а найсильніших гравців команди дискваліфікували. Лише на початку 90-х команда отямилася від такого покарання, і у 1993 році стала віце-чемпіоном Бельгії.
За підсумками сезону 2007—2008 команда зайняла перше місце і вийшла до третього кваліфікаційного раунду Ліги чемпіонів 2008—2009, де її опонентом став «Ліверпуль». «Стандард» програв ґранду англійської Прем'єр-Ліги з мінімальним рахунком і вийшов до першого раунду Кубка УЄФА, де здолав іншого представника АПЛ — «Евертон», і вийшов до групового етапу.

## Основний склад
Станом на 20 червня 2025
| №  | Поз. | Нац.              | Гравець         |
| -- | ---- | ----------------- | --------------- |
| 3  | ЗХ   | Бельгія           | Натан Нгой      |
| 4  | ЗХ   | Хорватія          | Бошко Шутало    |
| 5  | ЗХ   | Бельгія           | Болі Болінголі  |
| 6  | ПЗ   | Руанда            | Хакім Сахабо    |
| 7  | ПЗ   | Німеччина         | Тобіас Мор      |
| 8  | ПЗ   | Чилі              | Найєль Мехссату |
| 9  | НП   | Франція           | Тома Анрі       |
| 10 | НП   | Німеччина         | Денніс Екерт    |
| 13 | ЗХ   | США               | Марлон Фоссі    |
| 14 | ПЗ   | Бельгія           | Леандре Куавіта |
| 17 | НП   | Коморські Острови | Рафікі Саїд     |
| 18 | ЗХ   | Англія            | Генрі Лоуренс   |
| 19 | ПЗ   | Малі              | Мусса Дженепо   |

| №  | Поз. | Нац.      | Гравець                                     |
| -- | ---- | --------- | ------------------------------------------- |
| 20 | ПЗ   | Франція   | Ібрагім Карамоко                            |
| 25 | ЗХ   | Бельгія   | Ібе Готекьє                                 |
| 29 | ЗХ   | Бельгія   | Даан Діркс                                  |
| 30 | ВР   | Бельгія   | Лоран Анкіне                                |
| 40 | ВР   | Бельгія   | Метью Еполо                                 |
| 41 | ЗХ   | Угорщина  | Аттіла Салаї (в оренді з «Гоффенгайм 1899») |
| 44 | ЗХ   | Шотландія | Девід Бейтс                                 |
| 51 | ЗХ   | Бельгія   | Люка Нубі                                   |
| 54 | ЗХ   | Бельгія   | Александро Калю                             |
| 55 | НП   | Марокко   | Браїм Халіді                                |
| 77 | НП   | Бенін     | Андреас Хунтонджи (в оренді з «Бернлі»)     |
| 88 | ЗХ   | Англія    | Генрі Лоуренс                               |
| 99 | ВР   | Бельгія   | Том Пуату                                   |

## Досягнення
Чемпіонат Бельгії:
- Чемпіон (10): 1957/58, 1960/61, 1962/63, 1968/69, 1969/70, 1970/71, 1981/82, 1982/83, 2007/08, 2008/09

Кубок Бельгії:
- Володар (8): 1953/54, 1965/66, 1966/67, 1980/81, 1992/93, 2010/11, 2015/16, 2017/18

Суперкубок Бельгії:
- Володар (4): 1981, 1983, 2008, 2009

Кубок ліги:
- Володар (1): 1975

Кубок володарів Кубків:
- Фіналіст (1): 1981/82

Кубок УЄФА:
- Чвертьфіналіст (1): 1980/81

## Гравці клубу
- Луї Піло
- Івиця Драгутинович
- Даніель ван Буйтен
- Сергій Коваленко
- Томмі Свенссон